# 양카일
양카일(2001년 1월 2일 ~ )은 대한민국, 캐나다의 래퍼다.

## 방송
- 랩컵 (2024) - 우승
- 랩:퍼블릭 (2024)

## 음반
- A HOT MINUTE (2021)
- What Next? (2022)
- Kinda Hot (2022)
- pick up (2022)
- 거꾸로 (2023)
- Big Dawgs (feat. Loopy) (2023)
- VERSATILE (2023)
- 술이나 따라줘 (2024)